# Coenotephria obsoletaria
Coenotephria obsoletaria is een vlinder uit de familie van de spanners (Geometridae). De wetenschappelijke naam van de soort is voor het eerst geldig gepubliceerd in 1838 door Herrich-Schäffer.